# Brezová
Brezová este o arie protejată (arie specială de conservare — SAC, sit de importanță comunitară — SCI) din Slovacia întinsă pe o suprafață de 30,52 ha, integral pe uscat.

## Localizare
Centrul sitului Brezová este situat la coordonatele 48°33′58″N 18°29′33″E / 48.566187°N 18.492479°E.

## Înființare
Situl Brezová a fost declarat sit de importanță comunitară în decembrie 2021.

## Biodiversitate
Situată în ecoregiunea alpină, aria protejată conține 1 habitat natural: Fânețe de joasă altitudine (Alopecurus pratensis, Sanguisorba officinalis).
La baza desemnării sitului se află un număr nedeclarat de specii protejate.